# Mount Carmel (Ohio)
Mount Carmel es un lugar designado por el censo ubicado en el condado de Clermont en el estado estadounidense de Ohio. En el Censo de 2010 tenía una población de 4741 habitantes y una densidad poblacional de 997,01 personas por km².

## Geografía
Mount Carmel se encuentra ubicado en las coordenadas 39°5′46″N 84°17′46″O / 39.09611, -84.29611. Según la Oficina del Censo de los Estados Unidos, Mount Carmel tiene una superficie total de 4.76 km², de la cual 4.75 km² corresponden a tierra firme y (0.11%) 0.01 km² es agua.

## Demografía
Según el censo de 2010, había 4741 personas residiendo en Mount Carmel. La densidad de población era de 997,01 hab./km². De los 4741 habitantes, Mount Carmel estaba compuesto por el 94.14% blancos, el 1.33% eran afroamericanos, el 0.23% eran amerindios, el 0.93% eran asiáticos, el 0% eran isleños del Pacífico, el 1.52% eran de otras razas y el 1.86% pertenecían a dos o más razas. Del total de la población el 3.1% eran hispanos o latinos de cualquier raza.